# Geert Broeckaert
Geert Broeckaert (Zottegem, 15 novembre 1959) è un ex calciatore belga, di ruolo centrocampista.

## Carriera

### Nazionale
Esordisce il 12 settembre del 1990 contro la Germania Est (0-2).

## Palmarès

### Club

#### Competizioni nazionali
- Coppa del Belgio: 1

Club Brugge: 1984-1985